# Mike Corcenzi
Mike Corcenzi (ur. 16 lipca 1969 w Warren) – sanmaryński bobsleista, olimpijczyk z 1994.

## Wyniki olimpijskie
| Igrzyska         | Konkurencja     | Partner          | Wynik |
| ---------------- | --------------- | ---------------- | ----- |
| Lillehammer 1994 | Dwójki mężczyzn | Dino Crescentini | 41.   |